# Chandela
I Chandela sono un clan Rajput di fede indù del Rajasthan, Haryana, Uttar Pradesh, una dinastia che regnò gran parte della regione Bundelkhand nell'India centrale dal X al XIII secolo d.C.
La dinastia Chandela è famosa nella Storia dell'India per il re Vidyadhar, che ha respinto gli attacchi di Mahmud di Ghazna.
Il suo amore per le sculture si palesa con il gruppo di monumenti Khajuraho (Ora patrimonio dell'umanità)  e il Forte Kalinjar

## Elenco di regnanti di Jejaka-bhukti
- Nannuka (Fondatore)
- Rahilya
- Harsa (900-925): costruì il Chausath Yogini — ("64 Yoginis") e i templi Lalguan Mahadeva
- Yasovarman or Lakshavarman (925-950) — costruì il tempio Lakshman
- Dhanga (c. 950-1008) — costruì i templi Parsvanatha e Vishwanath
- Ganda (1002–1017) — costruì i templi Jagadambi e Chitragupta
- Vidyadhara (1017–29) — costruì il tempio Kandariya Mahadeva temple
- Vijayapala (1035–1045) – spostò la sua capitale a Mahoba
- Devavarman – fu sconfitto dai Kalachuri
- Kirttivarman
- Sallaksanavarman
- Jayavarman
- Prthvivarman
- Madanavarman (1129–1162) – costruì il lago Madan Sagar
- Yasovarman
- Paramdidev - i suoi generali Alha e Udal combatterono Prithviraj III Chauhan
- Trailokyavarman
- Viravarman
- Bhojavarman
- Hammiravarman
- Gaurav Chauhan (continua dal 2010)